# Mot grammatical en hongrois
Cet article se limite à la partie de la morphologie du hongrois qui s’occupe des mots grammaticaux, c’est-à-dire des mots dont le rôle grammatical est prépondérant par rapport au rôle sémantique, traitant de leur classification et de leurs fonctions, ainsi que des suffixes que peuvent recevoir certains d’entre eux.

## Classification des mots grammaticaux
Les mots grammaticaux sont groupés en deux grandes catégories :
- utilisés dans des structures de nature morphologique :
  - verbe auxiliaire ;
  - forme nominale du verbe auxiliaire ;
  - postposition ;
  - adjectif dérivé de postposition ;
  - mint formateur de complément ;
  - préfixe verbal ;

- utilisés dans des structures de nature non morphologique :
  - conjonction ;
  - particule ;
  - article ;
  - mot de négation.

## Le verbe auxiliaire
Les verbes auxiliaires sont des mots grammaticaux associés à d’autres mots, ayant la fonction d’exprimer les traits grammaticaux du verbe : le mode, le temps, le nombre, la personne, plus rarement l’aspect, la modalité et le sens pragmatique. Les mots auxquels ils sont associés sont ceux qui portent le contenu notionnel du syntagme formé avec le verbe auxiliaire.
Les verbes auxiliaires sont de deux sortes :
- verbes auxiliaires proprement-dits, qui sont subdivisés en :
  - constituants de formes verbales et
  - verbes aspectuels, modaux et pragmatiques ;
- verbes copulatifs, qui s’associent à des types de mots nominaux (noms, adjectifs, numéraux, pronoms) remplissant la fonction d’attribut.

### Les verbes auxiliaires proprement-dit
Il y a deux verbes auxiliaires qui s’associent à des formes verbales simples, constituant des formes verbales composées :
- Le verbe fog forme le temps futur de l’indicatif : El fogok menni « Je partirai ».
- Le verbe volna est l’auxiliaire du passé du conditionnel : Elmentem volna « Je serais parti(e) » (pour des paradigmes complets, voir Verbe en hongrois).

Le verbe szokott est un auxiliaire d’aspect itératif. Il a la particularité de n’avoir qu’une forme de passé, mais le sens du présent :
| Nombre    | Personne | Conjugaison subjective | Conjugaison objective |
| --------- | -------- | ---------------------- | --------------------- |
| Singulier | 1re      | szoktam                | szoktam               |
| Singulier | 2e       | szoktál                | szoktad               |
| Singulier | 3e       | szokott                | szokta                |
| Pluriel   | 1re      | szoktunk               | szoktuk               |
| Pluriel   | 2e       | szoktatok              | szoktátok             |
| Pluriel   | 3e       | szoktak                | szokták               |

Cet auxiliaire s’associe à des verbes à l’infinitif. Exemples :
Esténként olvasni szoktam « Le soir je lis d’habitude » ;
Unatkozni szokott a hangversenyen « D’habitude, il/elle s’ennuie au concert » ;
Nem szoktunk későn ebédelni « Nous n’avons pas l’habitude de déjeuner tard ».
Le verbe talál, utilisé avec son sens lexical (notionnel), signifie « trouver ». En tant que verbe auxiliaire, il a une valeur modale, exprimant le caractère fortuit, sans intention, de l’action. Les formes du verbe utilisées avec une valeur modale sont :
| Mode et temps        | Conjugaison subjective                                          | Conjugaison objective                                        |
| -------------------- | --------------------------------------------------------------- | ------------------------------------------------------------ |
| Indicatif présent    | találok, találsz, talál, találunk, találtok, találnak           | találom, találod, találja, találjuk, találjátok, találják    |
| Indicatif passé      | találtam, találtál, talált, találtunk, találtatok, találtak     | találtam, találtad, találta, találtuk, találtátok, találták  |
| Conditionnel présent | találnék, találnál, találna, találnánk, tanálnátok, találnának  | találnám, tanálnád, találná, találnánk, találnátok, találnák |
| Impératif            | találjak, találjál, találjon, találjunk, találjatok, találjanak | találjam, találjad, találja, találjuk, találjátok, találják  |

Exemples :
Ha el találod árulni a titkot, megharagszom « Si par hasard tu divulgues le secret, je me fâche » ;
Néha össze találunk veszni « Il nous arrive parfois de nous disputer » ;
Még el találsz esni « Tu risques de tomber » ;
Nehogy meg találd érinteni azt a drótot ! « Ne t’avise pas de toucher ce câble ! »
Le verbe tetszik (dont le sens lexical est « plaire ») est un verbe auxiliaire pragmatique. Il se construit avec l’infinitif, le sujet étant toujours le destinataire de la communication. Il n’est employé qu’à la troisième personne, la même que celle des pronoms personnels de politesse, étant lui aussi une marque de politesse, plutôt par rapport à des personnes plus âgées que le locuteur. Il n’a que la conjugaison subjective, et à l’impératif il a une forme spécialisée pour la fonction d’auxiliaire, qui n’est plus utilisée quand le verbe a son sens lexical. Les formes du verbe tetszik :
Indicatif présent : tetszik, tetszenek
Indicatif passé : tetszett, tetszettek
Conditionnel présent : tetszene, tetszenének
Impératif : tessék, tessenek
Exemples en phrases :
Hogy tetszik lenni? « Comment allez-vous ? » ;
Hova tetszett tenni a szemüvegement? « Où avez-vous mis mes lunettes ? » ;
El tetszenek menni? « Vous partez ? » ;
Tetszene adni egy jobb példát? « Voulez-vous me donner un meilleur exemple ? » ;
Tessék bejönni! « Entrez, s’il vous plaît ! »

### Les verbes copulatifs
Le verbe copulatif le plus fréquent est van/lesz « être » (pour sa conjugaison, voir Quelques verbes irréguliers) :
Mérnök vagyok « Je suis ingénieur » ;
Elégedett voltál? « Tu as été content(e) ? » ;
Ő lesz a férjem « C’est lui qui sera mon mari » ;
Legyetek boldogok! « Soyez heureux ! » ;
Ezek volnánk/lennénk mi? « Serait-ce nous ? »
La particularité de ce verbe est qu’il est omis obligatoirement à la 3e personne de l’indicatif présent [Ez kevés « C’est peu », János vízvezeték-szerelő « János est plombier », Ő bátor « Il/Elle est courageux(euse) »], à l’exception des rares cas où il est mis en évidence et placé en tête de phrase : Van ő olyan bátor, hogy bemenjen az oroszlán ketrecébe « Il/Elle est assez courageux(euse) pour entrer dans la cage du lion ».
Les deux autres verbes copulatifs sont marad « rester » et múlik « passer », utilisés à la 3e personne aussi : Ő mindig határozott marad « Il/Elle reste toujours décidé(e) », Az öcsém a nyáron múlt húszéves « Mon frère cadet a eu vingt ans l’été dernier ».

### Verbes quasi-auxiliaires
Les limites entre verbes utilisés avec leur sens lexical et ceux employés avec des fonctions grammaticales sont floues, parce que les verbes portent des sens notionnels et grammaticaux à des degrés différents. On peut considérer comme des verbes quasi-auxiliaires ceux dont le sens grammatical prédomine, mais ils ont plus ou moins un contenu notionnel également.

#### Verbes quasi-auxiliaires de modalité et d’aspect
Akar « vouloir », bír « pouvoir, être capable », kell « falloir », kíván « désirer, souhaiter », látszik « se voir », lehet « être possible », megkísérel « essayer », óhajt « désirer, souhaiter », próbál « essayer », sajnál « regretter », szándékozik « avoir l’intention », szeretne « désirer, souhaiter », tud « pouvoir, savoir, s’y connaître » sont des verbes de modalité. Ils se construisent tous avec l’infinitif :
Tudni akarom az igazat « Je veux savoir la vérité » ;
Fel bírja emelni a zsákot « Il/Elle peut soulever le sac » ;
Meg kell nézni ezt a filmet « Il faut voir ce film » ;
Ezt nem lehet így elintézni « On ne peut pas régler ça comme ça » ;
Mária aludni óhajt « Mária souhaite dormir » ;
Szeretném már befejezni a munkát « Je voudrais finir enfin le travail » ;
El tudod ezt nekem intézni? « Tu peux me résoudre ça ? » ;
Nem tudok úszni « Je ne sais pas nager ».
L’adjectif szabad « permis » utilisé comme attribut est aussi à ranger parmi les verbes de modalité : Neked is szabad beleszólnod « À toi aussi, il t’est permis de dire ton mot ». Il peut aussi recevoir certains suffixes spécifiques au verbe : Szabadjon megjegyeznem, hogy… « Qu’il me soit permis de faire remarquer que… »
Kezd « commencer, se mettre à » et akar « vouloir » (avec un autre sens que le verbe de modalité akar) sont des verbes d’aspect : Mindjárt esni kezd « Il va se mettre à pleuvoir », Hát sohasem akar már kitavaszodni ? « Le printemps ne viendra donc plus jamais ? »

#### Verbes fonctionnels
Ces verbes sont semblables aux verbes copulatifs. Ils sont associés à des mots de nature nominale, qui sont formellement leurs compléments. Leur qualité de verbes fonctionnels se vérifie par la possibilité d’équivaloir à un verbe le syntagme dont ils font partie : levelezést folytat « entretenir une correspondance » = levelez « correspondre », beszédet tart « tenir un discours » = beszél « parler », javítást végez « effectuer une réparation » = javít « réparer ».

## Les formes nominales des verbes copulatifs
Les formes nominales du verbe (l’infinitif, le participe et le gérondif) sont considérés comme des types de mots à part dans les grammaires du hongrois, c’est pourquoi elles sont traitées de la même façon lorsqu’elles ont la fonction d’élément copulatif. Pratiquement, seuls l’infinitif et le gérondif du verbe van/lesz « être » sont utilisés avec cette fonction : Szeretnék gazdag lenni « Je voudrais être riche », Beteg lévén, nem tudott elmenni « Étant malade, il/elle n’a pas pu partir ».

## La postposition
Les postpositions sont des mots grammaticaux qui constituent l’un des moyens à l’aide desquels les noms, les pronoms et les numéraux remplissent la fonction syntaxique de complément du verbe. Elles correspondent généralement aux prépositions et aux locutions prépositionnelles du français. La plupart des postpositions se construisent avec l’élément nominal au nominatif, mais certaines demandent une certaine désinence casuelle. Les principales postpositions sont :
| Postposition     | Désinence demandée | Sens principal                                                 | Exemple                                                                                      |
| ---------------- | ------------------ | -------------------------------------------------------------- | -------------------------------------------------------------------------------------------- |
| alatt            | ∅                  | « sous », sans déplacement vers le lieu en cause               | A ceruzád az asztal alatt van « Ton crayon est sous la table »                               |
| alatt            | ∅                  | période de temps                                               | Betegsége alatt nem dolgozott « Pendant qu’il/elle a été malade, il/elle n’a pas travaillé » |
| alá              | ∅                  | « sous », avec déplacement vers le lieu en cause               | A villamos alá esett « Il/Elle est tombé(e) sous le tramway »                                |
| alól             | ∅                  | « de sous », avec déplacement depuis le lieu en cause          | A híd alól jön « Il/Elle vient de sous le pont »                                             |
| alul             | -n                 | « en dessous de » (le repère non atteint vers le haut)         | A vízszint három méteren alul van « Le niveau de l’eau est en dessous de trois mètres »      |
| alul             | -n                 | « en dessous de » (la manière)                                 | Csapatunk kritikán alul játszott « Notre équipe a joué en dessous de tout »                  |
| által            | ∅                  | « par » (l’intermédiaire)                                      | Egy barátom által üzentem neki « Je lui ai transmis un message par un ami »                  |
| által            | ∅                  | « par » (l’agent)                                              | a kormány által kiadott rendeletek « les ordonnances émises par le gouvernement »            |
| át               | -n                 | « à travers »                                                  | A kerten át hamar odaértek « Vous y arriverez vite à travers le jardin »                     |
| át               | -n                 | période de temps                                               | egész éven át « tout au long de l’année »                                                    |
| belül            | -n                 | « dans, à l’intérieur de »                                     | Budapesten belül « dans Budapest »                                                           |
| belül            | -n                 | « en » (période de temps)                                      | két napon belül « en deux jours »                                                            |
| együtt           | -val/-vel          | « avec » (l’association)                                       | Szüleivel együtt utazott el « Il/Elle est parti(e) avec ses parents »                        |
| elé              | ∅                  | « devant » (avec déplacement vers le lieu en cause)            | Széket tettem az ablak elé « J’ai mis une chaise devant la fenêtre »                         |
| ellen            | ∅                  | « contre » (la manière)                                        | Saját érdeked ellen cselekedtél « Tu as agi contre ton propre intérêt »                      |
| ellenére         | ∅                  | « contre, malgré »                                             | Akaratom ellenére a fiam elment « Mon fils est parti contre mon gré »                        |
| elől             | ∅                  | « de devant » (avec déplacement depuis le lieu en cause)       | A széket elvettem az ablak elől « J’ai enlevé la chaise de devant la fenêtre »               |
| előtt            | ∅                  | « devant » (lieu, sans déplacement vers celui-ci)              | Az áruház előtt állt « Il/Elle se tenait devant le magasin »                                 |
| előtt            | ∅                  | « avant » (temps)                                              | Gyere öt óra előtt ! « Viens avant cinq heures »                                             |
| felé             | ∅                  | « vers » (lieu)                                                | Az erdő felé mentünk « Nous allions vers la forêt »                                          |
| felé             | ∅                  | « vers » (moment approximatif)                                 | este felé « vers le soir »                                                                   |
| felől            | ∅                  | « depuis » (lieu)                                              | A szél a Duna felől fúj « Le vent souffle depuis le Danube »                                 |
| felül            | -n                 | « au-dessus de » (le repère dépassé vers le haut)              | A víz térden felül ér « L’eau arrive au-dessus des genoux »                                  |
| felül            | -n                 | « au-dessus de » (la quantité dépassée)                        | Tízezer forinton felül vásárolt « Il/Elle a acheté au-dessus de 10 000 forints »             |
| fogva            | -tól/-től          | « à partir de » (le moment de début d’une action)              | Mától fogva nem dolgozom « À partir d’aujourd’hui, je ne travaille plus »                    |
| fölé             | ∅                  | « au-dessus de », avec déplacement vers le lieu en cause       | Két repülőgép a város fölé repült « Deux avions ont volé au-dessus de la ville »             |
| fölött ou felett | ∅                  | « au-dessus de », sans déplacement vers le lieu en cause       | A gép a város fölött repült « L’avion volait au-dessus de la ville »                         |
| helyett          | ∅                  | « au lieu de, à la place de »                                  | Kávé helyett teát iszom « Au lieu de café, je bois du thé »                                  |
| innen            | -n                 | « en deçà de »                                                 | a hegyen innen « en deçà de la montagne »                                                    |
| iránt            | ∅                  | « à » (complément d'objet indirect)                            | Érdeklődik az újdonságok iránt. « Il/Elle s’intéresse aux nouveautés. »                      |
| keresztül        | -n                 | « par, à travers » (lieu)                                      | Az ablakon keresztül jött be « Il/Elle est entré(e) par la fenêtre »                         |
| keresztül        | -n                 | « pendant » (temps)                                            | Egy hónapon keresztül vártam « J’ai attendu pendant un mois »                                |
| keresztül        | -n                 | « par l’intermédiaire de »                                     | Valakin keresztül kaptam a pénzt « J’ai reçu l’argent par l’intermédiaire de quelqu’un »     |
| kezdve           | -tól/-től          | « à partir de » (temps)                                        | Mától kezdve nem dolgozom « À partir d’aujourd’hui, je ne travaille plus »                   |
| képest           | -hoz/-hez/-höz     | « par rapport à » (comparaison)                                | Hozzám képest fiatal « Par rapport à moi, il/elle est jeune »                                |
| képest           | -hoz/-hez/-höz     | « dans la mesure de »                                          | Erőmhöz képest segítek « J’aide dans la mesure de mes forces »                               |
| kívül            | -n                 | « en dehors de, hors de, à l’extérieur de » (lieu)             | A városon kívül vertek sátrat « Ils/Elles ont installé leur tente en dehors de la ville »    |
| kívül            | -n                 | « hors » (la manière)                                          | Törvényen kívül él « Il/Elle vit hors la loi »                                               |
| kívül            | -n                 | « sauf » (l’exception)                                         | Rajtad kívül mindenki ott volt « Tous y étaient, sauf toi »                                  |
| köré             | ∅                  | « autour de », avec déplacement vers le lieu en cause          | A terasz köré virágot ültettem « J’ai planté des fleurs autour de la terrasse »              |
| körül            | ∅                  | « autour de », sans déplacement vers le lieu en cause          | A ház körül sétál « Il/Elle se promène autour de la maison »                                 |
| körül            | ∅                  | « environ, à peu près » (le moment approximatif)               | nyolc óra körül « à huit heures environ »                                                    |
| körül            | ∅                  | « environ, à peu près » (la quantité approximative)            | Ezer forint körül fizettem « J’ai payé 1 000 forints environ »                               |
| közben           | ∅                  | « pendant » (simultanéité de deux actions)                     | Munka közben eszik « Il/Elle mange pendant le travail »                                      |
| közé             | ∅                  | « entre » (lieu, avec déplacement vers celui-ci)               | Egy nő a két férfi közé állt « Une femme s’est mise entre les deux hommes »                  |
| között           | ∅                  | « entre » (lieu, sans déplacement vers celui-ci)               | A két ház között kert van « Entre les deux maisons, il y a un jardin »                       |
| között           | ∅                  | « entre » (période entre deux moments)                         | Nyolc és kilenc óra között várlak « Je t’attends entre huit et neuf heures »                 |
| közül            | ∅                  | « d’entre » (lieu, avec déplacement depuis celui-ci)           | A bokrok közül jött elő « Il/Elle est sorti(e) d’entre les buissons »                        |
| mellett          | ∅                  | « à côté de, près de », sans déplacement vers le lieu en cause | az állomás mellett « à côté de la gare »                                                     |
| mellé            | ∅                  | « à côté de, près de », avec déplacement vers le lieu en cause | Kocsijával a ház mellé állt. « Il/Elle a garé sa voiture à côté de la maison. »              |
| mellől           | ∅                  | « de, d’à côté de », avec déplacement depuis le lieu en cause  | Elment az ablak mellől « Il/Elle est parti(e) de la fenêtre »                                |
| miatt            | ∅                  | « à cause de »                                                 | A pénz miatt veszekedtek « Ils/Elles se disputaient à cause de l’argent »                    |
| mögé             | ∅                  | « derrière », avec déplacement vers le lieu en cause           | Egy könyvet tettem a szekrény mögé « J’ai mis un livre derrière l’armoire »                  |
| mögött           | ∅                  | « derrière », sans déplacement vers le lieu en cause           | A ház mögött várj! « Attends-moi derrière la maison ! »                                      |
| mögül            | ∅                  | « de derrière », avec déplacement depuis le lieu en cause      | A fal mögül jöttek « Ils/Elles venaient de derrière le mur »                                 |
| múlva            | ∅                  | « dans, après » (le moment après une période de temps)         | Egy óra múlva megérkezett « Il/Elle est arrivé(e) une heure après »                          |
| múlva            | ∅                  | « dans, après » (le moment après une période de temps)         | Egy óra múlva kész lesz « Ce sera prêt dans une heure »                                      |
| nélkül           | ∅                  | « sans »                                                       | Bot nélkül jár « Il/Elle marche sans canne »                                                 |
| óta              | ∅                  | « depuis » (temps)                                             | Itt van kedd óta « Il/Elle est là depuis mardi »                                             |
| részére          | ∅                  | « pour » (destinataire)                                        | A fiam részére küldöm a pénzt « J’envoie l’argent pour mon fils »                            |
| során            | ∅                  | « au cours de »                                                | a tárgyalások során « au cours des négociations »                                            |
| számára          | ∅                  | « pour » (destinataire)                                        | A lányom számára vettem a könyvet « J’ai acheté le livre pour ma fille »                     |
| szemben          | -val/-vel          | « en face de »                                                 | A ház a mozival szemben van « La maison est en face du cinéma »                              |
| szemben          | -val/-vel          | « à l’égard de »                                               | Vannak előítéletek a nőkkel szemben « Il y a des préjugés à l’égard des femmes »             |
| szerint          | ∅                  | « selon, d’après »                                             | A legújabb divat szerint öltözködik « Il/Elle s’habille selon la dernière mode »             |
| tájt ou tájban   | ∅                  | « vers » (moment approximatif)                                 | nyolc óra tájt ou tájban « vers huit heures »                                                |
| túl              | -n                 | « au-delà de » (lieu)                                          | a hegyeken túl « au-delà des montagnes »                                                     |
| túl              | -n                 | « au-delà de » (temps)                                         | Az orvos nem rendel hét órán túl « Le médecin ne consulte pas au-delà de sept heures »       |
| után             | ∅                  | « après » (lieu)                                               | A ház a sportpálya után van « La maison est après le terrain de sport »                      |
| után             | ∅                  | « après » (temps)                                              | Az előadás után étterembe megyünk « Après le spectacle, on va au restaurant »                |
| után             | ∅                  | le but                                                         | Lakás után jár « Il/Elle cherche un logement »                                               |

Remarques :
1. Les postpositions ont la même fonction grammaticale que les désinences. Il y a parfois synonymie syntaxique entre constructions avec une désinence et avec une postposition : a ház mellett – a háznál « près de la maison ».
2. Un même mot peut être suivi de plusieurs postpositions : ebéd előtt és után « avant et après le déjeuner ».
3. Une même postposition peut concerner plusieurs mots à la fois : Mária és Péter után « après Mária et Péter ».
4. Les postpositions peuvent être adjectivées avec le suffixe -i (az áruház melletti parkoló « le parking près du magasin »), la construction avec la postposition adjectivée ayant pour synonyme syntaxique la construction article défini + nom + postposition + levő (l’une des formes de participe présent du verbe van/lesz « être ») : az áruház mellett levő parkoló « le parking se trouvant près du magasin ».
5. Lorsque le nom est construit avec l’adjectif démonstratif ez « ce(t)/cette …-ci » ou az « ce(t)/cette …-là », celui-ci est suivi de la même postposition que le nom : ez alatt a híd alatt « sous ce pont ».

### Les postpositions et les pronoms personnels
Plusieurs constructions correspondent en hongrois à la construction française préposition + pronom personnel. L’une est celle avec des désinences casuelles (voir Les pronoms personnels). D’autres impliquent l’utilisation de postpositions, plusieurs procédés étant possibles.
Il est à noter avant tout que les pronoms personnels ne peuvent pas être construits avec toutes les postpositions. Notamment, celles de temps (fogva, múlva, óta, során, tájban, etc.) sont exclues de cette construction.
Les pronoms personnels de politesse se construisent avec toutes les postpositions, sauf celles de temps, exactement comme les noms : maga mellett « près de vous », önnel együtt « avec vous ».
Les postpositions qui demandent un autre cas que le nominatif peuvent d’ordinaire suivre seuls les pronoms personnels formés de la désinence en cause + les suffixes possessifs : velem együtt « avec moi », hozzád képest « par rapport à toi », vele szemben « à l’égard de lui/d’elle », rajtunk keresztül « par notre intermédiaire ». Ces pronoms peuvent être renforcés avec leur forme de nominatif employé comme premier élément de composition : énvelem együtt, tehozzád képest, ővele szemben, mirajtunk keresztül.
La plupart des postpositions qui demandent le nominatif reçoivent les suffixes possessifs de l’objet possédé, ce qui correspond aux constructions préposition + pronom personnel du français autres que celles présentées plus haut : utánam « après moi », előtted « avant/devant toi », alatta « sous lui/elle, dessous », általunk « par nous », ellenetek « contre vous », feléjük « vers eux/elles ». Ces formes aussi peuvent être renforcées à l’aide des formes de nominatif : énutánam, teelőtted, etc.
Dans le cas de certaines postopositions provenant de noms munis d’une désinence, les suffixes possessifs précèdent la désinence : részemre « pour moi », részedre « pour toi », részére « pour lui/elle », etc. ; számomra, számodra, számára, synonyme du premier.

## L’adjectif dérivé de postposition
Un certain nombre de postpositions peuvent recevoir le suffixe -i, formant des adjectifs ayant un statut spécial, qui les fait classer parmi les mots grammaticaux. De tels adjectifs sont alatti « (qui est) sous, (qui est) en dessous de », előtti « (qui est) devant, d’avant », fölötti « (qui est) au-dessus de », kívüli « (qui est) hors de », körüli « (qui est) autour de », közötti « (qui est) entre », melletti « (qui est) à côté de », mögötti « (qui est) derrière », utáni « d’après ». Ils sont formés comme les adjectifs qualificatifs provenant de noms par adjonction du même suffixe, mais ils n’ont pas de sens lexical. Ils remplissent la fonction des postpositions dont ils dérivent, formant des compléments du nom avec les noms qu’ils suivent : a fa alatti pad « le banc (qui est) sous l’arbre », a város körüli síkság « la plaine (qui est) autour de la ville », a ház mögötti kert « le jardin (qui est) derrière la maison ».

## Mintformateur de complément
En hongrois, les compléments du verbe s’expriment presque toujours à l’aide des désinences casuelles, d’autres suffixes formateurs de compléments et des postpositions. Il y a un seul mot qu’on peut considérer comme une préposition, mint « comme, en tant que, en qualité de », utilisé également comme conjonction dans les constructions comparatives, avec le sens « que ». Le complément avec mint est le synonyme syntaxique du nom au cas formatif : Mint mérnök dolgozik = Mérnökként dolgozik « Il travaille comme ingénieur ».

## Le préfixe verbal
Les verbes hongrois sont souvent munis de préfixes ayant une nature différente de celle qu’ils ont en français. D’un côté, ils ont une fonction non seulement lexicale, mais aussi grammaticale, d’un autre côté, ils doivent être séparés du verbe dans certains cas, voire parfois placés après celui-ci. La plupart des préfixes verbaux proviennent d’adverbes, et certains de noms ayant la fonction de compléments correspondant aux compléments circonstanciels des grammaires du français.

### Liste de préfixes verbaux
Les principaux préfixes verbaux sont :
| Préfixe verbal | Sens d’origine                                | Exemple                                                                             | Le verbe sans préfixe                     |
| -------------- | --------------------------------------------- | ----------------------------------------------------------------------------------- | ----------------------------------------- |
| agyon-         | « sur le cerveau »                            | agyonver « assommer »                                                               | ver « battre »                            |
| át-            | passage à travers ou au-delà de quelque chose | átmegy « traverser »                                                                | megy « aller »                            |
| át-            | passage à travers ou au-delà de quelque chose | átszáll « changer » (de véhicule)                                                   | száll « flotter » (dans l’air)            |
| be-            | vers l’intérieur                              | bemegy « entrer »                                                                   | megy « aller »                            |
| bele-          | pénétration à l’intérieur                     | beleesik « tomber (de)dans »                                                        | esik « tomber »                           |
| bele-          | pénétration à l’intérieur                     | beleszeret « tomber amoureux(euse) de »                                             | szeret « aimer »                          |
| el-            | éloignement de quelque chose                  | elmegy « partir »                                                                   | megy « aller »                            |
| el-            | éloignement de quelque chose                  | elad « vendre »                                                                     | ad « donner »                             |
| el-            | éloignement de quelque chose                  | elfelejt « oublier »                                                                | felejt « oublier »                        |
| elő-           | déplacement en avant                          | elővesz « sortir, tirer » (quelque chose, pour qu’on le voie)                       | vesz « prendre »                          |
| elő-           | déplacement en avant                          | előad « présenter » (dans un spectacle) ; « tenir une conférence, donner un cours » | ad « donner »                             |
| fel-           | vers le haut                                  | felnéz « regarder vers le haut »                                                    | néz « regarder »                          |
| fel-           | vers le haut                                  | felkel « se lever » (de la position couchée)                                        | kel « se lever » (de la position couchée) |
| fel-           | vers le haut                                  | felvilágosít « éclairer quelqu’un sur quelque chose »                               | világosít « éclairer » (sens propre)      |
| ki-            | vers l’extérieur                              | kidob « jeter dehors »                                                              | dob « jeter »                             |
| ki-            | vers l’extérieur                              | kijavít « réparer, corriger »                                                       | javít « réparer, corriger »               |
| ki-            | vers l’extérieur                              | kifejez « exprimer »                                                                | non utilisé                               |
| haza-          | vers la maison                                | hazakísér « raccompagner à la maison »                                              | kísér « accompagner »                     |
| hozzá-         | ajout                                         | hozzátesz « ajouter »                                                               | tesz « mettre »                           |
| ide-           | vers ici                                      | idejön « venir ici »                                                                | jön « venir »                             |
| le-            | vers le bas                                   | leszáll « atterrir »                                                                | száll « flotter » dans l’air              |
| le-            | vers le bas                                   | leönt « verser quelque chose sur quelque chose »                                    | önt « verser »                            |
| le-            | vers le bas                                   | leír « écrire, décrire »                                                            | ír « écrire »                             |
| meg-           | pas de sens concret, perfectif par excellence | megáll « s’arrêter »                                                                | áll « se tenir debout »                   |
| meg-           | pas de sens concret, perfectif par excellence | megcsókol « embrasser »                                                             | csókol « embrasser »                      |
| meg-           | pas de sens concret, perfectif par excellence | meghív « inviter »                                                                  | hív « appeler »                           |
| oda-           | vers là-bas                                   | odajut « arriver là-bas »                                                           | jut « arriver » (quelque part)            |
| oda-           | vers là-bas                                   | odavan « se perdre ; être désespéré »                                               | van « être »                              |
| össze-         | ensemble                                      | összead « additionner »                                                             | ad « donner »                             |
| össze-         | ensemble                                      | összenéz « échanger un regard »                                                     | néz « regarder »                          |
| össze-         | ensemble                                      | összeken « enduire complètement »                                                   | ken « enduire »                           |
| túl-           | au-delà de                                    | túllép « dépasser »                                                                 | lép « faire des pas »                     |
| túl-           | au-delà de                                    | túlél « survivre »                                                                  | él « vivre »                              |
| végig-         | jusqu’au bout                                 | végigolvas « lire jusqu’au bout »                                                   | olvas « lire »                            |
| vissza-        | en retour                                     | visszaad « rendre, redonner »                                                       | ad « donner »                             |
| vissza-        | en retour                                     | visszakap « recevoir ce qu’on avait une fois »                                      | kap « recevoir »                          |

### Rôle du préfixe verbal
Certains préfixes gardent le sens concret des adverbes dont ils proviennent, par exemple ceux qui expriment l’orientation d’un déplacement : át-, be-, ki-, el-, fel-, le-, ide-, oda-, haza-, túl-, vissza-. Cependant, les mêmes préfixes peuvent acquérir, avec certains verbes, un sens abstrait, ayant une fonction uniquement grammaticale.
Le préfixe peut changer le sens lexical du verbe. Par exemple, du verbe ad « donner », on forme elad « vendre », előad « présenter », összead « additionner » et visszaad « redonner, rendre ». Parfois il change son régime casuel aussi : szeret valakit (accusatif) « aimer quelqu’un », mais beleszeret valakibe (illatif) « tomber amoureux de quelqu’un ».
À l’aide d’un préfixe, un verbe intransitif ou transitif indirect peut devenir transitif direct : ül « être assis », Leült öt évet « Il/Elle est resté(e) cinq ans en prison ».
Dans la plupart des cas, le préfixe change l’aspect du verbe de l’imperfectif au perfectif : Könyvet fogok olvasni, amíg távol leszel « Je lirai un livre en ton absence » (sans le finir) – Elolvasom a könyvet « Je lirai le livre » (d’un bout à l’autre). Le préfixe meg- est spécialisé pour cette fonction, sans changer dans tous les cas le sens lexical du verbe : Akkor találkoztam vele, amikor sárgultak a levelek « Je l’ai rencontré(e) quand les feuilles jaunissaient » – Már megsárgultak a levelek « Les feuilles ont déjà jauni » Le hongrois connaissant une seule forme de passé, le préfixe peut différencier ce qu’en français on exprime par l’imparfait (qui implique l’aspect imperfectif), le passé simple, le passé composé ou l’indicatif plus-que-parfait (ces trois impliquant l’aspect perfectif).
À l’indicatif présent, le verbe à préfixe peut avoir la valeur du futur : Írom a levelet « Je suis en train d’écrire la lettre » – Megírom a levelet « Je vais écrire la lettre ».
Certains préfixes peuvent être mis au degré comparatif de supériorité et dans ce cas, ils s’écrivent séparés du verbe : hátramegy « aller à l’arrière » – hátrább megy « aller plus à l’arrière ».
Certains préfixes peuvent recevoir des suffixes possessifs, devenant ainsi des pronoms personnels : beleszeret valakibe « tomber amoureux de quelqu’un » – Belém szeretett « Il/Elle est tombé(e) amoureux(euse) de moi ».
En faisant précéder le verbe par le complément qui le suit d’ordinaire, on élimine le préfixe verbal sans que le sens du syntagme change : Felmászott a fára = A fára mászott « Il/Elle a grimpé à l’arbre ».
Il y a des verbes qui ne fonctionnent qu’avec un préfixe : megbénul « devenir paralytique », megsüketül « devenir sourd ».
Le préfixe peut être répété, le verbe devenant ainsi d’aspect itératif : Séta közben meg-megáll a kirakatok előtt « En se promenant, il/elle s’arrête devant les vitrines ».
Si le sens du préfixe est essentiel, il est gardé dans les mots dérivés du verbe : kihallgatja a tanúkat « interroger les témoins » → tanúkihallgatás « interrogation des témoins », megáll « s’arrêter » → megállás « arrêt » (action de s’arrêter).

### Place du préfixe verbal

#### Le préfixe après le verbe
En général, le préfixe verbal se place après le verbe quand un autre terme de la proposition est accentué plus fort que le verbe : Péter kimegy a szobából « Péter sort de la pièce » (aucun terme n’est accentué plus fort qu’un autre) – Péter megy ki a szobából « C’est Péter qui sort de la pièce » (le sujet accentué plus fort que le verbe). Cependant, de nombreux adverbes et pronoms accentués plus fort que le verbe ne provoquent pas ce changement :
Százszor megmondtam, hogy ne nyúlj a lámpához! « Je t’ai dit cent fois de ne pas toucher à cette lampe ! » ;
Alaposan felkészültem a vizsgára « J’ai bien préparé l’examen » ;
Mindent elfelejtettem « J’ai tout oublié ».
Le préfixe se place après le verbe en phrase négative et en phrase injonctive :
Péter nem megy ki a szobából « Péter ne sort pas de la pièce » ;
Menj ki a szobából! « Sors de la pièce ! »
En phrase interrogative aussi, le préfixe se place après le verbe (Péter megy ki a szobából? « Est-ce Péter qui sort de la pièce ? », Ki megy ki a szobából? « Qui sort de la pièce ? »), sauf si le verbe est accentué : Kimegy Péter a szobából ? « Il sort de la pièce, Péter ? »
Les mots à sens négatif ou restrictif peuvent eux aussi provoquer le placement du préfixe après le verbe : Csak Péter megy ki a szobából « Seul Péter sort de la pièce », Péter ritkán megy ki a szobájából « Péter sort rarement de sa chambre ».
D’ordinaire, le verbe à préfixe est d’aspect perfectif, mais peut aussi être d’aspect imperfectif, par exemple lorsqu’il s’agit d’une action durative par rapport à une autre action, momentanée : Péter éppen ment ki a szobából, amikor megpillantotta Évát « Péter sortait justement de la pièce, quand il a aperçu Éva » Dans ce cas, le préfixe est placé après le verbe qui exprime l’action durative.
Dans les propositions subordonnées dont le verbe est à l’impératif, le verbe précède le préfixe si son verbe régent exprime une exhortation, un conseil, une demande, une proposition, etc. :
Arra biztat, hogy vállaljam el a feladatot « Il/Elle m’encourage à accepter cette tâche » ;
Azt tanácsolja, hogy utazzam el « Il/Elle me conseille de partir en voyage » ;
Megkérhetem rá, hogy csukja be az ablakot? « Puis-je vous demander de fermer la fenêtre ? » ;
Azt javasolom, hogy halasszuk el a döntést « Je propose d’ajourner la décision ».

#### Insertion d’un mot entre le préfixe et le verbe
En général, dans le cas des verbes à l’infinitif subordonnés à un autre verbe ou construits avec un verbe auxiliaire, l’ordre des éléments est préfixe + verbe à un mode personnel + verbe à l’infinitif :
Meg kell tiltani « Il faut l’interdire » ;
El lehet olvasni « On peut le lire » ;
Fel tudsz menni egyedül is « Tu peux monter tout(e) seul(e) » ;
Ki fogom javítani a hibákat « Je corrigerai les fautes ».
Il y a aussi des exceptions :
- après certains verbes construits avec l’infinitif :

Szégyell levetkőzni az orvos előtt « Il/Elle a honte de se déshabiller devant le médecin » ;
Kezdem megérteni a szabályokat « Je commence à comprendre les règles » ;
Elfelejtettem bezárni az ajtót « J’ai oublié de fermer la porte » ;
Nem szereti bevallani a tévedéseit « Il/Elle n’aime pas reconnaître ses erreurs » ;
- après nem « non » : Nem kell megírni a levelet « Il ne faut pas écrire la lettre » ;
- après un mot interrogatif : Miért kellett felszántani az udvart? « Pourquoi a-t-il fallu labourer la cour ? »

Il y a aussi des cas où on insère la négation entre le préfixe et le verbe :
- À l’impératif, on peut nier le verbe à préfixe des façons suivantes :
  - L’interdiction peu catégorique se fait par la construction ne + verbe + préfixe : Ne induljatok el! « Ne partez pas ! »
  - L’interdiction plus catégorique peut être exprimée par la construction préfixe + ne + verbe, ou par l’adverbe nehogy + le verbe à préfixe : El ne induljatok ilyen időben! = Nehogy elinduljatok ilyen időben! « Ne vous avisez pas de partir par un temps pareil ! »

- Au participe passé également, la négation est insérée entre le préfixe et le verbe : a ki nem fizetett bérek « les salaires non payés ».

#### Le préfixe verbal comme substitut du verbe
Pour éviter la répétition du verbe, on peut utiliser le préfixe seul, le verbe étant sous-entendu. Il y a deux telles situations :
- dans une phrase complexe : A fiú felment, a lány le (le à la place de lement « est descendue ») « Le garçon est monté, la fille est descendue » ;
- dans un dialogue, le préfixe servant à répondre affirmativement à une question totale : – Megette a levest? – Meg (à la place de megette) « – A-t-il/elle mangé sa soupe ? – Oui ».

## La conjonction
Les conjonctions ont la même fonction en hongrois et en français.
Du point de vue de leur forme, elles peuvent être :
- constituées d’un seul mot :
  - simples : és « et », de « mais », hogy « que », ha « si », mint « comme, que », mert « parce que », tehát « donc » ;
  - composées : hanem « mais » (← ha « si » + nem « non »), mintha « comme si » (← mint « comme » + ha « si »), jóllehet « bien que » [← jól « bien » + lehet « on peut »] ;

- corrélées avec elles-mêmes : akár …, akár « soit …, soit », is …, is « et …, et », se(m) …, se(m) « ni … ni » ;

- locutions conjonctives : anélkül hogy « sans que », ahelyett hogy « au lieu de », annak ellenére, hogy « bien que ».

Du point de vue de leur fonction, les conjonctions peuvent être :
- de coordination[9] :

- - copulatives :

Én és a feleségem ott leszünk « Moi et ma femme, nous y serons » ;
Nem jövök se ma, se holnap « Je ne viens ni aujourd’hui ni demain » ;
Kati ott volt, és Éva is eljött « Kati y était et Éva aussi est venue » ;
Én mérnök vagyok, feleségem meg színésznő « Moi, je suis ingénieur et ma femme – actrice » ;
- - adversatives :

Nem havazik, de hideg van « Il ne neige pas mais il fait froid » ;
Tudok angolul, viszont nem tudok németül « Je connais l’anglais, par contre je ne connais pas l’allemand » ;
Eljövök, azonban nem leszek egyedül « Je viens mais je ne serai pas seul(e) » ;
Nem kutyám van, hanem macskám « Je n’ai pas un chien, mais un chat » ;
- - alternatives :

Velem jössz, vagy itt maradsz ? « Tu viens avec moi ou tu restes là ? » ;
Elmehetek akár ma, akár holnap « Je peux partir soit aujourd’hui, soit demain » ;
- - conclusives :

Nem tettél semmi rosszat, tehát nem haragszom rád « Tu n’as fait rien de mal, je ne t’en veux donc pas » ;
Dolgom van, ezért el kell mennem « J’ai du travail, c’est pourquoi je dois m’en aller » ;
Nincs itt a kabátja, következésképpen már elment « Son manteau n’est pas là, par conséquent il/elle est déjà parti(e) » ;
- - explicatives : Nem tudtuk megnézni az előadást, ugyanis minden hely foglalt volt « Nous n’avons pas pu voir le spectacle, toutes les places étant occupées » ;

Holnapután, vagyis kedden várlak « Je t’attends après-demain, c’est-à-dire mardi » ;
Nem akar, illetve nem mer szólni « Il/Elle ne veut, ou plutôt n’ose pas parler » ;
- de subordination[10] :

Még dolgozik, bár nyugdíjas « Il/Elle travaille encore, bien qu’il/elle soit à la retraite » ;
Ha akarod, veled megyek « Si tu veux, j’y vais avec toi » ;
Azt mondta, hogy megvár « Il/Elle a dit qu’il/elle m’attendrait » ;
Azért jött, hogy előadást tartson « Il/Elle est venu(e) pour tenir une conférence » ;
Akkora volt a hó, hogy leállt a közlekedés « La neige était telle, que la circulation s’est arrêtée » ;
Sietek, mert dolgom van « Je suis pressé(e), parce que j’ai du travail » ;
Jobb a könyv, mint a belőle készített film « Le livre est meilleur que le film qu’on en a tiré » ;
Mivel vasárnap van, zárva vannak az üzletek « Comme c’est dimanche, les magasins sont fermés » ;
Hazaadta a labdát, nehogy elvegyék tőle « Il/Elle a renvoyé le ballon à son propre gardien de but, pour qu’on ne la lui prenne pas ».

## La particule
La particule fut initialement incluse dans la catégorie des modalisateurs, mais par la suite elle a été individualisée dans les recherches linguistiques concernant le hongrois, à commencer par Borbála Keszler. Nóra Kugler la définit comme « un mot grammatical qui ne peut recevoir d’affixes, qui n’établit de rapports ni morphologiques ni syntaxiques avec d’autres mots, qui ne peut pas être terme de la proposition à fonction syntaxique […]. Elle a la fonction d’effectuer des opérations sur l’affirmation de la phrase […], exprimant un rapport modal, l’attitude du locuteur (sa manière de se rapporter d’un point de vue affectif, volitif, axiologique), ou bien de marquer la réaction du locuteur à la situation de communication ou à l’une des composantes de celle-ci […] ». La même auteure classifie les particules en :
- propositionnelles (ou relatives), appelées par Attila Péteri[13] « particules de focalisation », qui influencent le contenu de la phrase en renforçant ou en atténuant l’un de ses éléments. Exemples :

Marha jó ez a zene ! « Elle est vachement bonne, cette musique ! » ;
Alig két percet késett « Il/Elle s’est mis(e) en retard de deux minutes à peine » ;
Azt mondta, hogy elmegy, és el is ment « Il/Elle a dit qu’il/elle partirait et, en effet, il/elle est parti(e) » ;
Csak két kilót fogytam « Je n’ai perdu que deux kilos » ;
- modal-pragmatiques :
  - marquant la valeur modale de base de la phrase :
    - interrogatives :

Elment-e a busz? « Est-ce que le bus est parti ? » ;
Ugye milyen szép ez a kép? « Qu’il est beau, ce tableau, n’est-ce pas ? » ;
Vajon eljön Péter? « Est-ce que Péter viendra ? » ;
- -     - volitives :

Bár már nyár lenne! « Vivement l’été ! » ;
Bárcsak találkoznék Máriával! « Si seulement je rencontrais Mária ! » ;
- - marquant des valeurs modales complémentaires (appelées « particules de nuance ») :
    - de renforcement :

De nem ám! « Eh bien, non ! » ;
Legyen már vége egyszer! « Que ça finisse une bonne fois ! » ;
Hiszen ezt te is tudod! « Mais tu le sais, toi aussi ! » ;
Ezt a kifejezést, ugyebár, mindannyian ismerjük « Cette expression, nous la connaissons tous, n’est-ce pas » ;
- -     - d’atténuation : Erről úgyszolván semmit sem tudunk « À ce sujet nous ne savons, pour ainsi dire, rien » ;
    - d’attitude affective : Persze nem vásároltál be! « Tu n’as pas fait les courses, bien sûr ! »

Les particules se délimitent des adverbes par leur incapacité à remplir des fonctions syntaxiques, comme les modalisateurs, mais se délimitent de ceux-ci par le fait qu’elles ne peuvent constituer de phrase à elles seules et ne répondent à aucune question.
La plupart des particules sont des adverbes à l’origine (par exemple már) ou des conjonctions (par exemple hiszen), les mots en cause gardant dans d’autres contextes leur nature d’origine :
Már eljött « Il/Elle est déjà venu(e) » (adverbe) → Legyen már vége egyszer! « Que ça finisse une bonne fois ! » (particule) ;
Láttam, hiszen ott voltam « Je l’ai vu, puisque j’y étais » (conjonction) → Hiszen ezt te is tudod! « Mais tu le sais, toi aussi ! » (particule).
Il y a aussi des mots qui ne sont que des particules. Certains avaient une autre nature à l’origine, mais ont pris une forme spécifique pour la nature de particule. C’est le cas du verbe hagy « laisser », dont la forme d’impératif, 2e parsonne du singulier, conjugaison objective, hagyd, a aussi une forme spécialisée en tant que particule, hadd : Hadd lássam az új kocsidat! « Fais-moi donc voir ta nouvelle voiture ! » Une autre particule, lám, provient de lássam, impératif, 1re personne du singulier, du verbe lát « voir » : Lám, lám, mégiscsak megtörtént! « Voilà, voilà, c’est arrivé quand même ! » D’autres mots exclusivement particules se sont formés par composition : bárcsak « pourvu que, si seulement » (← bár « bien que » + csak « seulement »), úgyszolván « pour ainsi dire » (← úgy « ainsi » + szólván « en parlant »).

## L’article
Les grammaires du hongrois prennent en compte deux types d’articles : défini et indéfini.

### L’article défini
En hongrois il y a un seul article défini, avec deux variantes phonétiques : a devant les mots commençant par une consonne et az devant ceux qui débutent par une voyelle, utilisés aussi bien au singulier qu’au pluriel : a ház « la maison », az épület « le bâtiment », az alacsony házak « les maisons basses », a magas épületek « les bâtiments hauts ».

### L’article indéfini
Il y a un seul article indéfini, pour le singulier, egy « un(e) », dont l’emploi est souvent évité : egy ház « une maison », egy épület « un bâtiment ».
Pour mettre en relief une épithète dans un syntagme nominal comportant un article indéfini, on insère celui-ci entre l'épithète et le nom qu’il détermine : Csúnya egy história ! « Sale histoire ! »

### Omission des articles
L’article indéfini est omis :
- devant les noms en fonction d’attribut : Ez ház « C’est une maison », Mária szép lány « Mária est une belle fille », Egyetemista vagyok « Je suis étudiant(e) » ;
- quand le nom qui le recevrait normalement est mis en relief par sa position en tête de phrase : Szaküzletben vásároltam a fényképezőgépet « C’est dans un magasin spécialisé que j’ai acheté l’appareil photo ».

L’article défini est omis devant les noms de pays constitués d’un seul mot (Franciaország « la France », Magyarország « la Hongrie »), mais non avec les noms de pays qui comportent une épithète : az Egyesült Államok « les États-Unis », a Magyar Köztársaság « la République Hongroise ». Cependant, les noms de pays constitués d’un seul mot reçoivent eux aussi l’article défini s’ils ont une épithète : a távoli Kína « la lointaine Chine ».
N’ont pas d’article les noms dont les correspondants français sont munis de l’article partitif : Van friss kenyér ? « Y a-t-il du pain frais ? », Ehhez kell bátorság « Il faut du courage pour ça ».

## Le mot de négation
Contrairement aux grammaires du français, dans celles du hongrois, les mots de négation ne sont pas inclus dans la classe des adverbes mais sont considérés comme des mots d’une nature à part parmi les mots grammaticaux. On prend en compte peu de mots de négation :
- Nem peut nier tout terme de la phrase simple, à condition que le verbe soit à l’indicatif ou au conditionnel. Sa place est devant le mot nié. Exemples :

Nem eszem kenyeret « Je ne mange pas de pain » ;
Nem mennék oda semmi pénzért ! « Je n’irai là-bas pour rien au monde ! » ;
Nem én, hanem te fogod ezt megcsinálni « Ce n’est pas moi, mais toi qui vas faire ça » ;
Nem lusta vagyok, hanem gyenge « Je ne suis pas paresseux(euse), mais faible ».
Nem peut aussi constituer à lui seul une phrase simple dans un dialogue, en réponse à une question totale.
- Ne peut nier tout terme de la phrase simple si le verbe est à l’impératif (Ne jöjjön el Anikó! « Que Anikó ne vienne pas ! », Ne Anikó jöjjön el! « Ce n’est pas à Anikó de venir ! », au conditionnel à valeur optative (Bárcsak ne jönne el Anikó! « Pourvu que Anikó ne vienne pas ! ») ou au conditionnel dans une phrase interrogative rhétorique : Ki ne ismerné az elnököt? « Qui ne connaît pas le président ? »

- Sem et sa variante se est utilisé dans les mêmes conditions que nem, mais sa place est après le mot nié : Anikó se(m) jön / jönne el « Anikó non plus ne vient/viendrait pas », Ma se(m) jön el Anikó « Anikó ne vient pas aujourd’hui non plus ». Pour nier deux verbes ou deux attributs qui se succèdent, on peut employer se(m) nem devant les deux ou seulement devant le second : A macska [se(m)] nem eszik, se(m) nem iszik « Le chat ni ne mange ni ne boit ».

- Se est aussi utilisé dans les mêmes conditions que ne, sans que sem soit possible dans ces cas : Anikó se jöjjön el ! « Que Anikó non plus ne vienne pas ! », Bárcsak Anikó se jönne el! « Pourvu que Anikó non plus ne vienne pas ! », Péter se ismerné az elnököt? « Péter non plus ne connaîtrait pas le président ? »

Il y a aussi d’autres mots à valeur négative, inclus dans la classe des adverbes (sehol « nulle part », soha « jamais », sehogy « d’aucune façon ») et dans celle des pronoms généraux (senki « personne », semmi « rien », etc.), ainsi que le verbe nincs(en) « il/elle n’est pas, il n’y a pas » (pluriel nincsenek). Ces mots s’emploient avec les mots de négation, soit nem, soit se(m), respectivement soit ne, soit se, sans changement de sens : Senki nem/se(m) volt itt « Personne n’est venu », Sehova ne/se menjünk ! « N’allons nulle part ! » Si la phrase commence par nem ou ne, après l’adverbe ou le pronom négatif on peut utiliser facultativement se(m) : Nem volt itt senki [se(m)] « Personne n’est venu ».
Les mots de négation peuvent être renforcés par d’autres éléments : Korántsem akarok én veszekedni « Je suis loin de vouloir me disputer », A legkevésbé sem árt a gazdagság « La richesse ne nuit pas le moins du monde », Ez egyáltalán nem biztos « Ce n’est pas du tout sûr ».

## Sources bibliographiques
- (hu) Erdős, József (dir.), Küszöbszint. Magyar mint idegen nyelv [« Un niveau-seuil. Hongrois langue étrangère »], 2001 (consulté le 14 février 2017)
- Gaal, Pierre, Qu’est ce que c’est un adjonctif verbal?, Les adjonctifs verbaux ne sont pas que des préverbes, sur Tanulj magyarul!fr – Apprenez le hongrois (consulté le 24 janvier 2016)
- (hu) Keszler, Borbála (dir.), Magyar grammatika [« Grammaire hongroise »], Budapest, Nemzeti Tankönyvkiadó, 2000  (ISBN 963-19-2499-8)
- (hu) Keszler, Borbála, « A mai magyar nyelv szófaji rendszerezésének problémái » [« Problèmes de la classification des mots en hongrois contemporain »], Magyar Nyelvőr, n° 3, 1995,  (ISSN 1585-4515)
- (hu) Kugler, Nóra, « A partikula » [« La particule »], Magyar Nyelvőr n° 2, 1998,  (ISSN 1585-4515)
- Lelkes, István, Manuel de hongrois, Budapest, Tankönykiadó, 1979  (ISBN 963-17-4426-4)
- (hu) Lengyel Klára, « A segédigék kérdéséhez » [« Sur la question des verbes auxiliaires »], Magyar Nyelvőr, n° 1, 1999,  (ISSN 1585-4515) (consulté le 14 février 2017)
- (hu) P. Lakatos, Ilona (dir.), Grammatikai gyakorlókönyv (mintaelemzésekkel és segédanyagokkal) [« Exercices de grammaire (avec des analyses modèles et des matériaux auxiliaires) »], Budapest, Bölcsész Konzorcium, 2006 (consulté le 14 février 2017)
- (hu) Péteri, Attila, « Az árnyaló partikulák elhatárolásának problémája a magyar nyelvben » [« Le problème de la délimitation des particules de nuance en hongrois »], Magyar Nyelvőr, n° 1, 2001,  (ISSN 1585-4515) (consulté le 14 février 2017)
- Szende, Thomas et Kassai, Georges, Grammaire fondamentale du hongrois, Paris, Langues & Mondes – L’Asiathèque, 2001  (ISBN 2-911053-61-3)